# Мауринг
Мауринг (Моринг, Марин; лат. Mauringus, Moringus, итал. Mauring, Marino; умер август/сентябрь 824) — граф Брешиа с 822 года, герцог Сполето с августа 824 года, императорский посланец в Италии в 823 году.

## Биография
Мауринг, сын герцога Сполето Суппо I, получил власть над Брешиа после того, как в 822 году император Людовик I Благочестивый назначил его отца Суппо I правителем Сполетского герцогства. В 823 году Мауринг вместе с пфальцграфом Адалардом был императорским посланцем (лат. missus dominicus) в Италии.
После смерти Суппо I в марте 824 года новым герцогом Сполето стал пфальцграф Адалард. Однако Адалард правил всего 5 месяцев, после чего умер. Герцогом Сполето был назначен Мауринг, но и он скончался уже через несколько дней после того, как получил известие о том, что его назначили герцогом.
Преемником Мауринга в Сполето стал его брат Адельгиз I.
Неизвестно, были ли дети у Мауринга: в источниках о них ничего не сообщается.